# Philosyrtis armoricae
Philosyrtis armoricae är en plattmaskart som beskrevs av Sopott-Ehlers 1976. Philosyrtis armoricae ingår i släktet Philosyrtis och familjen Otoplanidae. Inga underarter finns listade i Catalogue of Life.